# Tomo Česen
Tomo Česen (Kranj, 5 novembre 1959) è un alpinista sloveno.
Tra i più rinomati alpinisti sloveni degli anni '80, è famoso soprattutto per l'apertura di una nuova via sulla parete sud del K2 nel 1986 e per la prima salita della parete sud del Lhotse nel 1990, considerata allora l'ultimo grande problema insoluto dell'alpinismo himalayano, ma questa ascensione è stata successivamente contestata per mancanza di prove.

## Biografia

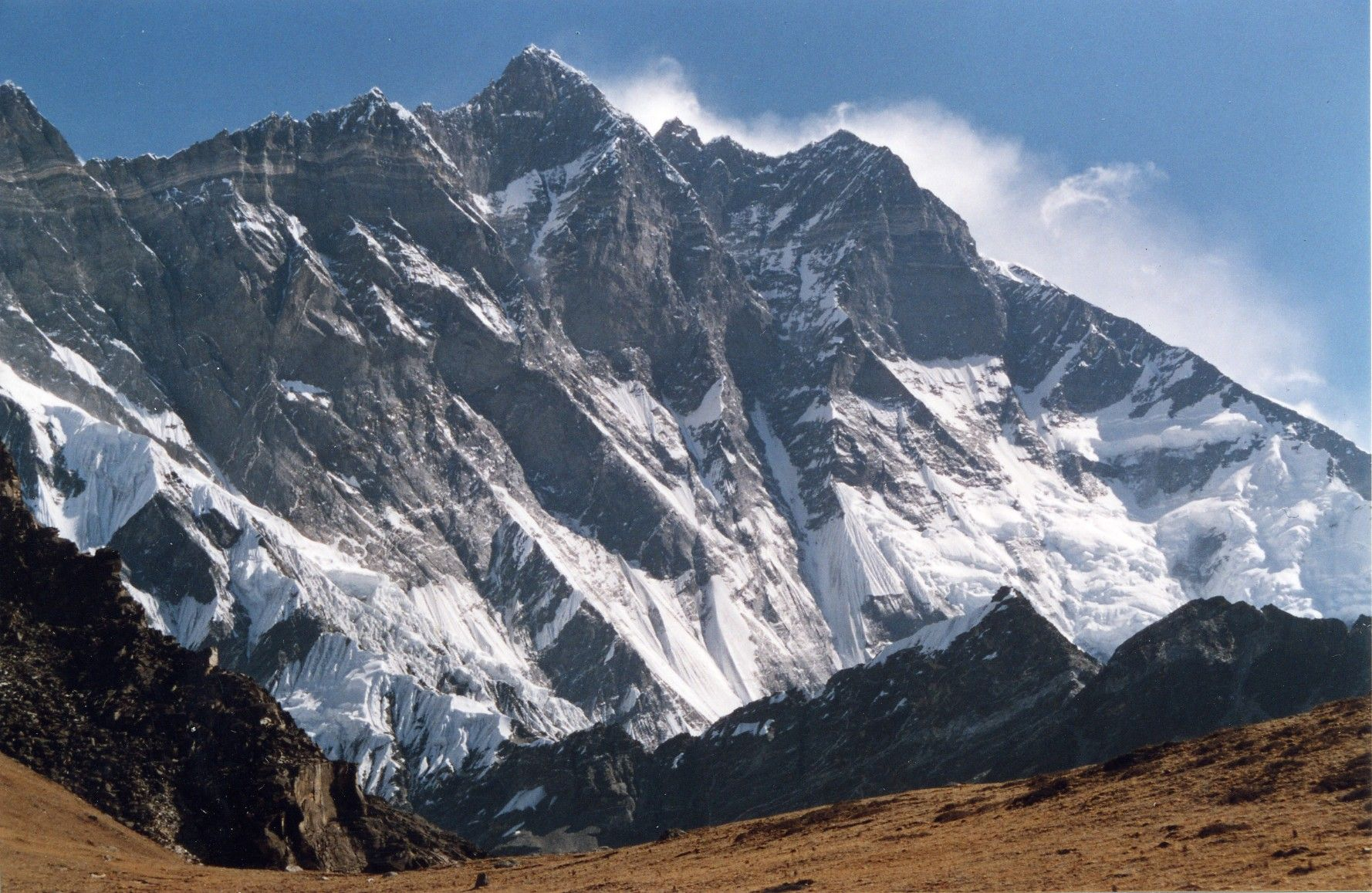
La parete sud del Lhotse di cui Tomo Česen ha realizzato la prima salita, ma l'ascensione è molto controversa

Ha praticato da giovane diversi sport: la ginnastica artistica (è stato campione alle scuole superiori nei volteggi al cavallo con maniglie), l'atletica, la pallamano e lo sci alpino. Nel 1975 a sedici anni si iscrive alla scuola di alpinismo di Kranj e compie le prime salite sulle Alpi Giulie.
Dalla metà degli anni '80 oltre a continuare l'attività alpinistica sulle Alpi partecipa alle prime spedizioni in Himalaya. Si fa sostenitore dell'approccio in stile alpino agli ottomila, basato su un equipaggiamento leggero e salite veloci. Nel 1985 apre una nuova via sul Kangchenjunga Ovest e l'anno successivo sale il Broad Peak in solitaria per la via normale. Seguono tre solitarie di grande importanza:
- K2 nel 1986: apre una nuova via sulla parete sud che si ricollega alla Spalla sullo Sperone degli Abruzzi, linea già tentata nel 1983 dalla spedizione di Doug Scott.
- Jannu nel 1989: prima ascensione della parete nord.
- Lhotse nel 1990: prima ascensione della parete sud.

L'ascensione del Lhotse fu presto contestata. Tomo Česen infatti non fece fotografie in vetta e ridiscese per la via di salita. Messo sotto pressione per ottenere prove della salita arrivò addirittura a presentare delle immagini poi risultate appartenute a Viki Groselj e quindi false. Questo caso gli fece perdere molta credibilità e furono messe in dubbio anche altre sue precedenti salite come lo Jannu e la ripetizione di No Siesta sulle Grandes Jorasses.
Dopo il Lhotse e le dispute ad esso collegate Tomo Česen ha lasciato l'alpinismo estremo e si è dedicato a una delle sue iniziali passioni, l'arrampicata sportiva. È divenuto tracciatore internazionale della International Federation of Sport Climbing ed organizzatore della gara di Coppa del mondo lead di arrampicata di Kranj, solitamente l'ultima tappa del circuito. Dal 1996 al 2002 è stato anche l'allenatore della arrampicatrice slovena Martina Cufar.
I figli Ales e Nejc sono anch'essi arrampicatori e alpinisti.

## Salite himalayane
Nella seguente tabella sono elencate le salite himalayane e nella prima colonna sono numerate le salite degli ottomila. Le salite del Lhotse e dello Jannu sono controverse.

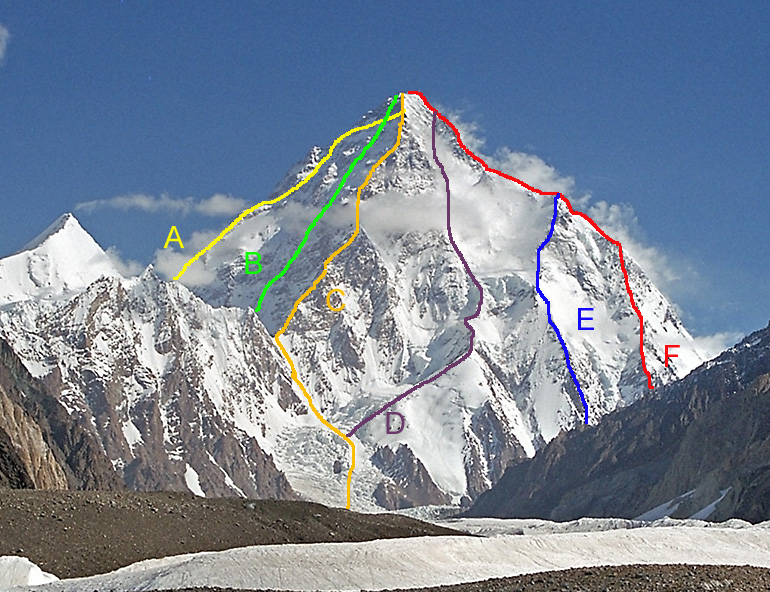
La parete sud del K2: in blu (lettera E) la via aperta da Tomo Česen nel 1986

| # | Montagna            | Anno | Descrizione                                                                                 |
| - | ------------------- | ---- | ------------------------------------------------------------------------------------------- |
| 1 | Kangchenjunga Ovest | 1985 | Prima ascensione della parete nord con Borut Bergant (Borut morì durante la discesa)        |
| 2 | Broad Peak          | 1986 | Via normale in solitaria in 19 ore                                                          |
| 3 | K2                  | 1986 | Nuova via sulla parete sud in solitaria                                                     |
|   | Jannu               | 1989 | Prima ascensione dello parete nord di 2800 m e in solitaria, in 23 ore (salita controversa) |
| 4 | Lhotse              | 1990 | Prima ascensione della parete sud e in solitaria in 45 ore (salita controversa)             |

## Altre salite
Nel seguente elenco sono riportate alcune delle salite più significative di Tomo Česen. La salita di No Siesta sulla parete nord delle Grandes Jorasses è tuttavia controversa.
- Sperone Walker e Via Mc Intyre-Colton - Grandes Jorasses - 1985 - Concatenamento
- Eiger, Cervino, Grandes Jorasses - 1986 - Salita invernale delle tre pareti nord dal 6 al 12 marzo
- No Siesta - Grandes Jorasses - 1987 - Seconda salita e prima solitaria in 14 ore (salita controversa)[11]
- Couloir Nord - Aiguilles du Dru - 1987 - Solitaria in 7 ore
- Tempi Moderni - Marmolada - 1989 - Prima solitaria invernale della via di Heinz Mariacher e Luisa Iovane del 1982
- Direttissima Gabarrou-Long - Pilastro Rosso di Brouillard - 1989 - Quinta salita, prima solitaria e prima invernale